# Verrucifera
Verrucifera là chi thực vật có hoa trong họ Aizoaceae.